# Movimiento Fuerza Ciudadana
Movimiento Fuerza Ciudadana fue un partido político de Ecuador fundado en 1997 cuya agenda era la descentralización de la administración pública a través de autonomías regionales, detallado en su principal propuesta de elección de diputados por distritos.
En 2004, bajo el nombre de Fuerza Ciudadana en aquel año obtuvo un reñido segundo lugar en las elecciones por la Prefectura del Guayas en el mismo año con Humberto Mata como candidato contendor del prefecto Nicolás Lapentti del Partido Social Cristiano. Participó en las elecciones para la asamblea constituyente de 2007 donde obtuvo el 0.41% de los votos con el número 152 y con Mata encabezando la lista para asambleístas nacionales, no logró escaños. Según Mata el partido era de orientación liberal radical.